# Roemeria carica
Roemeria carica är en vallmoväxtart som beskrevs av A. Baytop. Roemeria carica ingår i släktet Roemeria och familjen vallmoväxter. Inga underarter finns listade i Catalogue of Life.